# Helga Tawil-Souri
Helga Tawil-Souri (tiếng Ả Rập: هلجا طويل-الصوري), là một nhà nghiên cứu truyền thông và nhà làm phim tài liệu người Mỹ gốc Palestine. Cô là Phó giáo sư tại khoa Truyền thông, Văn hóa và Thông tin, và khoa Nghiên cứu Trung Đông và Hồi giáo tại Đại học New York. Tawil-Souri giữ một bằng Cử nhân Khoa học Xã hội từ Đại học McGill (1992), một bằng Thạc sĩ Khoa học Xã hội đến từ Đại học Nam California (1994), và bằng Tiến sĩ đến từ Trường Báo chí và Truyền thông đại chúng tại Đại học Colorado, Boulder (2005).
Bộ phim tài liệu của cô, "Not Going There, Don't Belong Here", được quay vào tháng 11 năm 2001 tại nhiều trại tị nạn khác nhau ở Liban, và được hoàn thành vào năm 2002. Bộ phim đã được phát sóng trên kênh Free Speech TV và nhiều kênh phát sóng công cộng ở Hoa Kỳ, và tại các trường đại học và liên hoan phim ở Hoa Kỳ và nước ngoài.
Bộ phim "i.so.chro.nism: [twenty-four hours in jabaa]" được quay tại làng Jabaa ở Bờ Tây của Palestine, và hoàn thành năm 2004. Nhà làm phim coi đây là một bộ phim tài liệu thử nghiệm, lồng cả âm thanh và hình ảnh của chiến tranh và bạo lực với văn hóa truyền thống, được quay ở Bờ Tây trong trận Intifada thứ hai.
Công việc nghiên cứu của Tawil-Souri tập trung vào việc Mỹ hóa Lãnh thổ Palestine thông qua lĩnh vực Công nghệ thông tin và truyền thông dành cho phát triển. Một trong những chương sách của cô đã được chuyển thể thành hội thảo về xã hội thông tin và đa văn hóa tại Đại học Yeungnam. Việc cô giải quyết các vấn đề gây tranh cãi về chính trị là một chủ đề thảo luận trên các phương tiện truyền thông.
Tawil-Souri nằm trong Ban biên tập Tạp chí Văn hóa và Truyền thông Trung Đông, một tạp chí đánh giá học thuật được xuất bản bởi Brill.